# Buslijn 31 (Rotterdam)
Buslijn 31 is een buslijn in de regio Rotterdam die wordt geëxploiteerd door de RET. De lijn rijdt vanaf station Rotterdam Alexander naar de wijk Oostgaarde in Capelle aan den IJssel. De lijn is een zogenaamde Gemaksbus wat inhoudt dat deze lijn een ondersteunende functie ten opzichte van omringend openbaar vervoer. De frequentie op deze lijn ligt dan ook iets lager.

## Geschiedenis

### Lijn 31 I

#### Lijn B
Op 1 december 1947 werd deze lijn ingesteld vanaf de Statenweg naar het Noordereiland. 

#### Lijn 31
Op 1 november 1953 werd deze lijn vernummerd in lijn 31. Op 8 mei 1967 kreeg de lijn een geheel nieuwe route en reed ter vervanging van tramlijn 11 van het Lisplein naar de Rochussenstraat. Het traject naar het Prinsenhoofd ging naar lijn 32. Op 2 september 1967 werd lijn 31 in het kader van de hernummering van het lijnennet vernummerd in lijn 39. Op 13 januari 1968 werd de lijn vanaf het Lisplein verlengd naar station Noord en vanaf de Rochussenstraat naar Station Rotterdam Blaak. Na de opening van de oostlijn van de metro werden lijn 39 en 46 gecombineerd tot lijn 39 van Station Noord naar het Schulpplein. Sinds 2002 heeft de lijn het lijnnummer 44.

### Lijn 31 II
Op 28 augustus 1977 werd een lijn 31 ingesteld als ringlijn door Kralingen vanaf onder meer de Gerdesiaweg. Na twee jaar werd deze lijn weer opgeheven. Nadien heeft nog tweemaal voor korte tijd een lijn 31 bestaan.

### Lijn 31 III
In 1994 werden de buslijnen in Rotterdam-Oost gereorganiseerd door de komst van de metro naar Capelle aan den IJssel. De nieuw ingestelde lijn 31 ging rijden vanaf station Capelle Schollevaar langs Capelle Centrum naar het IJsselland Ziekenhuis. De dienst werd gereden in samenwerking met de streekvervoerder Zuid-West-Nederland. 
Na enkele kleine wijzigingen bestaat de huidige route van lijn 31 sinds 7 januari 2005.